# Gadair European Airlines
Gadair European Airlines – hiszpańska linia lotnicza z siedzibą w Madrycie.

## Flota
- 2 Suchoj SuperJet 100